# Dead Island 2
Dead Island 2 é um jogo eletrônico de RPG de ação de 2023 desenvolvido pela Dambuster Studios e publicado pela Deep Silver. É uma sequência do jogo eletrônico de Dead Island de 2011 e o terceiro jogo principal da série Dead Island. Ambientado cerca de 17 anos após os eventos de Dead Island e Dead Island: Riptide, Dead Island 2 se diferencia de seus antecessores por se passar nas cidades de Los Angeles e San Francisco, que foram colocadas em quarentena devido ao surto de zumbis. O jogo foi lançado em 21 de abril de 2023, para PlayStation 4, PlayStation 5, Windows, Xbox One e Xbox Series X/S.
Anunciado em 2014, o jogo passou por um período difícil de desenvolvimento devido a várias mudanças com os estúdios trabalhando nele. A Yager Development foi originalmente contratada para desenvolver Dead Island 2 em 2012, mas foi removida do projeto em 2015 e substituída pela Sumo Digital no ano seguinte. Sumo Digital também foi removido, com Dambuster, um estúdio interno da Deep Silver, tornando-se os desenvolvedores em 2019.

## Jogabilidade
Dead Island 2 acontece em Los Angeles e San Francisco. O combate do jogo tem uma mecânica diferente de seus antecessores. Dead Island 2 também inclui vários recursos de seus antecessores, como a "fúria" e os sistemas de criação.

## Enredo
Cerca de 10 anos após os eventos de Dead Island, o governo dos Estados Unidos e os exército americano são forçados a colocar a Califórnia em uma zona restrita de quarentena total devido a um novo e mais forte surto de zumbis.
Enquanto Los Angeles está em quarentena, seis indivíduos (apelidados de "Slayers") tentam embarcar em um dos últimos voos de evacuação para fora da cidade: o vigarista Bruno, a mecânica Carla, a trabalhadora de varejo Dani, o bombeiro Ryan, a atleta Amy e o dublê Jacob.
Porém, na confusão, o voo de evacuação acaba tendo um infectado a bordo, fazendo com que o exército o abata. Os Slayers sobrevivem por pouco ao acidente, mas acabam sendo mordidos e infectados tentando ajudar alguns outros sobreviventes. Os Slayers conseguem chegar à casa de um dos sobreviventes do acidente, a atriz Emma Jaunt, que relutantemente os abriga apesar da infecção. Sam B, ex-namorado de Emma, chega então à mansão com a intenção de tirar Emma da cidade e revelando que é imune à infecção, e os Slayers percebem que também são imunes. Com os Slayers ainda tentando sair da cidade, eles se dirigem ao centro de evacuação mais próximo no Halperin Hotel. Infelizmente, os Slayers encontram o hotel já invadido, mas recuperam um rádio e fazem contato com o Dr. Reuben Reed, um médico do CDC que os pede para irem ao seu porto seguro em Santa Monica, onde podem usar a imunidade dos Slayers para sintetizar uma cura. No entanto, Sam avisa os Slayers para não confiarem em Reed.

## Desenvolvimento
A Techland foi originalmente criada para desenvolver Dead Island 2, mas em vez disso eles decidiram se concentrar no desenvolvimento Dying Light com a Warner Bros. Interactive Entertainment. A Deep Silver procurou um desenvolvedor até que a Yager Development lançou o jogo para a Deep Silver no terceiro trimestre de 2012 e conseguiu o acordo. Yager estabeleceu uma nova divisão, Yager Productions GmbH, para o desenvolvimento de Dead Island 2. Conforme anunciado no briefing de mídia da Sony na E3 2014, Dead Island 2 será mais vibrante do que seus antecessores. O jogo foi originalmente agendado para um lançamento no segundo trimestre de 2015.
Na Gamescom 2014, Deep Silver demonstrou cenas de jogabilidade de uma versão inicial do jogo. De acordo com o conteúdo apresentado, o jogo se passa na Califórnia, incluindo pontos de referência como o Pier de Santa Monica e Hollywood, além de muitas locações em São Francisco. Da mesma forma, apenas uma fração das modificações nas armas e os novos zumbis foram mostrados no palco. Além disso, Deep Silver afirmou que o jogo contará com quatro personagens jogáveis, embora apenas dois tenham sido mostrados na demo da Gamescom. Foi originalmente planejado para apresentar multiplayer cooperativo para oito jogadores.
Em julho de 2015, a Deep Silver anunciou que Yager foi retirado do desenvolvimento do jogo e o desenvolvimento seria transferido para outro desenvolvedor não identificado. O diretor administrativo da Yager Development, Timo Ullmann, afirmou posteriormente que a saída da empresa do projeto ocorreu porque "as respectivas visões de Yager e Deep Silver sobre o projeto se desalinharam". A Yager Productions entrou com pedido de insolvência em julho de 2015.
Em março de 2016, o estúdio Sumo Digital, com sede no Reino Unido, anunciou que havia assumido o desenvolvimento. Em agosto de 2017, a Deep Silver reiterou que o jogo ainda estava em desenvolvimento, fazendo uma declaração semelhante novamente em julho de 2018. Em agosto de 2019, a THQ Nordic anunciou que o desenvolvimento do jogo havia mudado de mãos para o Dambuster Studios, um estúdio interno da Deep Silver.
Uma versão jogável de 2015 do jogo ainda em desenvolvimento enquanto estava na Yager vazou em junho de 2020.
O jogo foi exibido na Gamescom 2022, onde foi anunciada a data de lançamento para 3 de fevereiro de 2023. Em novembro de 2022, foi anunciado que o jogo seria adiado até 28 de abril de 2023, para permitir mais tempo de desenvolvimento. Em fevereiro de 2023, a data de lançamento foi alterada para uma semana antes, lançando em 21 de abril.

## Recepção
Dead Island 2 recebeu "críticas geralmente favoráveis" para as versões Windows e Xbox Series X/S, e "críticas mistas ou médias" para a versão PlayStation 5 dos críticos, de acordo com o agregador de críticas Metacritic.

O jogo vendeu 1 milhão de unidades em 3 dias após o lançamento.